# O Homem Proibido (1967)
O Homem Proibido (também chamado Demian, o Justiceiro) é uma telenovela brasileira produzida e exibida pela TV Globo de 18 de dezembro de 1967 e 25 de junho de 1968, em 135 capítulos. Substituiu A Rainha Louca e foi substituída por A Gata de Vison, sendo a 8ª "novela das dez" exibida pela emissora. 
Foi escrita por Glória Magadan e dirigida por Daniel Filho. 

## Sinopse
Na fictícia cidade do principado de Kanshipur, Índia, no início do século XX, acontece a luta pelo poder e pelo amor entre marajás, rajás e ranis.
Kim é o herdeiro do trono e foi destronado ainda menino. Ele volta agora para reivindicar seus direitos, sob o pseudônimo de Demian, junto ao homem que está no poder e pai da mulher que ama, Surama. Por outro lado, Ali Yabor, através de intrigas, tenta conseguir com que seu filho Tagore se case com Surama para chegar ao poder. Ao lado de Demian estão Durbar, também chamado Dakcha, dedicado amigo que luta pela libertação de Kanshipur, e seu fiel companheiro, Daçarata.

## Elenco
- Carlos Alberto - Demian (Kim)
- Yoná Magalhães - Surama
- Mário Lago - Ali Yabor
- Diana Morel - Amal
- Karin Rodrigues - Ingrid
- Emiliano Queiroz - Chandrom
- Marieta Severo - Thana
- Paulo Gracindo - Durbar / Dakcha
- Celso Marques - Tagore
- Cláudio Cavalcanti - Daçarata
- Joana Fomm - Lali
- José Augusto Branco - Teddy Wilson
- Rubens de Falco - Capitão Anderson
- Rosita Thomás Lopes - Ágata
- Norma Blum - Pamela Abbott
- Wanda Lacerda - Sumitra
- Álvaro Aguiar - Coronel Drumond
- Mongol - Gian
- Delorges Caminha
- Leina Krespi
- Paulo Araújo
- Suzy Arruda
- Walter Mattescoq